# Rhynchocentrum
× Rhynchocentrum, (abreviado Rhctm) en el comercio, es un híbrido intergenérico entre los géneros de orquídeas Ascocentrum × Rhynchostylis. Fue publicado en Orchid Rev. 71(838) noh: 2 (1963).